# Capítulo VII de la Carta de las Naciones Unidas
El Capítulo VII de la Carta de las Naciones Unidas define los poderes del Consejo de Seguridad de la ONU para mantener la paz y seguridad internacionales. Permite al Consejo "determinar la existencia de cualquier amenaza a la paz, quebrantamiento de la paz por acto de agresión" y de tomar medidas militares y no militares para "restablecer la paz y la seguridad internacional".
El Capítulo VII determina también las responsabilidades del Comité de Estado Mayor en la coordinación estratégica de las fuerzas puestas a disposición del Consejo de Seguridad de la ONU. Está constituido por los jefes de Estado Mayor de los cinco miembros permanentes del Consejo.
La prohibición de la Carta de las Naciones Unidas de jefes de Estado de las Naciones Unidas a atacar otros Estados miembros de la ONU es primordial para el objetivo primero para él que se fundó la ONU tras la destrucción causada por la Segunda Guerra Mundial: para evitar la guerra. Esta preocupación principal también está reflejada en el concepto de los Juicios de Núremberg de crimen contra la paz "empezar o librar una guerra contra la integridad territorial, la independencia política o la soberanía de un Estado, o en violación de los tratados o acuerdos internacionales..." (crimen contra la paz), que fue considerado el crimen que hizo todos los crímenes de guerra posibles.

## Contexto histórico
Las Naciones Unidas fueron constituidas después de la Segunda Guerra Mundial y el último fracaso de la diplomacia a pesar de la existencia de la Sociedad de Naciones durante los años entre la Primera y la Segunda Guerra Mundial. El Consejo de Seguridad tenía entonces amplias facultades en el Capítulo VII en reacción al fracaso de la Sociedad. Estas amplias facultades le permiten de disfrutar de más poder que cualquier otro órgano internacional en la historia. Se puede decir que los grandes poderes ejecutivos que le fueron concedidos le dan el rol de 'ejecutivo de la comunidad internacional' o también de un 'gobierno internacional'.
El Pacto de la Sociedad de Naciones prevé por primera vez en la historia, la observancia de las responsabilidades internacionales (i.e. adheridos al Pacto de la Sociedad de Naciones) a través de sanciones económicas y militares. Los Estados miembros estaban también obligados, "incluso sin decisión previa del consejo" a tomar medidas contra los estados que actuaban ilegalmente a los ojos del Pacto de la Sociedad. Significaba que el proceso de paz dependía mucho de la voluntad de los Estados miembros, porque el Pacto de la Sociedad de Naciones no ofrecía decisiones vinculantes; El Consejo de la Sociedad solo podía recomendar la fuerza militar. Además, el Artículo 11 párrafo 1 del Pacto establece que:

(en caso de guerra o de amenaza la Sociedad debería) tomar cualquier medida valorada razonable y eficaz para salvaguardar la paz de las naciones.

Se podría considerar como una autorización a usar la fuerza y otras medidas de imposición, a pesar de que algunos estados hayan insistido más veces que esto no equivale a decisiones tomadas por la Sociedad.
Eso significó una voluntad sin precedentes de ambos poderes a la Conferencia de Dumbarton Oaks y los estados se presentaron a la Conferencia de San Francisco para someterse a un órgano central como el del Consejo de Seguridad. A pesar de largos debates sobre si la Asamblea General debería también tener poder sober decisiones tomadas por el Consejo de Seguridad, fue finalmente decidido por una gran mayoría de votos que el Consejo de Seguridad debería conservar su poder ejecutivo porque, según como las grandes potencias destacan, se necesita un órgando ejecutivo fuerte para el mantenimiento de la paz mundial. Este punto fue especialmente defendido por el representante chino, recordando la falta de poder de la Sociedad durante la Crisis de Manchuria.

## Artículo 42
Si el Consejo de Seguridad considera que las medidas expuestas en el Artículo 41 son inadecuadas o han demostrado serlo, puede tomar por medio de fuerzas aéreas, navales, o terrestres, la acción necesaria para mantener o restablecer la paz y la seguridad internacionales. Tal acción podrá comprender demostraciones, bloqueos y otras operaciones ejecutadas por fuerzas aéreas, navales o terrestres de Miembros de las Naciones Unidas.

## Artículo 51
El Artículo 51 establece el derecho de los países a emplear la legítima defensa, incluso legítima defensa colectiva, contra un ataque armado:

Ninguna disposición de esta Carta menoscabará el derecho inmanente de legítima defensa, individual o colectiva, en caso de ataque armado contra un Miembro de las Naciones Unidas, hasta tanto que el Consejo de Seguridad haya tomado las medidas necesarias para mantener la paz y la seguridad internacionales. Las medidas tomadas por los Miembros en ejercicio del derecho de legítima defensa serán comunicadas inmediatamente al Consejo de Seguridad, y no afectarán en manera alguna la autoridad y responsabilidad del Consejo conforme a la presente Carta para ejercer en cualquier momento la acción que estime necesaria con el fin de mantener o restablecer la paz y la seguridad internacionales.

Este artículo fue citado por los Estados Unidos para apoyar el Caso de Nicaragua y la legalidad de la guerra de Vietnam. Según este argumento, "aunque el Vietnam del Sur no sea un Estado soberano independiente o un miembro de las Naciones Unidas, disfruta igualmente del derecho de legítima defensa, y los Estados Unidos están nombrados para tomar parte en su defensa colectiva". El Artículo 51 ha estado descrito como difícil de adjudicar con certeza en situaciones reales.

## Resoluciones del Capítulo VII
La mayor parte de las resoluciones del Capítulo VII (1) define la existencia de una amenaza a la paz, un quebrantamiento de la paz, o un acto de agresión de conformidad con el Artículo 39, y (2) toma una decisión explícitamente bajo el Capítulo VII. Sin embargo, no todas las resoluciones son tan explícitas, hay un desacuerdo sobre el estado del Capítulo VII de algunas resoluciones. En reacción a esta ambigüedad, una definición formal de las resoluciones del Capítulo VII ha sido propuesta recientemente:
"Una Resolución del Consejo de Seguridad está considerada como 'una resolución del Capítulo VII' si hace una determinación explícita de que la situación bajo consideración constituye una amenaza a la paz, un quebrantamiento de la paz, o un acto de agresión, y/o estípula explícitamente o implícitamente que el Consejo está actuando bajo el Capítulo VII en adopción de alguno o de todos los párrafos."
Las resoluciones del Capítulo VII raramente son medidas aisladas. A menudo la primera respuesta a una crisis es una resolución que pide el fin de la crisis. Está seguido solo más adelante por una resolución del Capítulo VII que detalla las medidas requeridas para asegurar el cumplimiento de la primera resolución. A veces, se pasan docenas de resoluciones a lo largo de los años para modificar y alargar el mandato de la primera resolución del Capítulo VII según evoluciona la situación.
La lista de las intervenciones del Capítulo VII incluye:
- Resolución 82 del Consejo de Seguridad de las Naciones Unidas (Corea)
- United Nations Security Council Resolution 1267 (Afganistán)
- Administración de Transición de las Naciones Unidas para Timor Oriental
- Misión de las Naciones Unidas en la República Democrática del Congo
- Tribunal Penal Internacional para Ruanda
- United Nations Mission in Sierra Leone
- Misión de Asistencia de las Naciones Unidas para Ruanda
- United Nations Angola Verification Mission II
- Operación de las Naciones Unidas en Somalia II
- United Nations Monitoring, Verification and Inspection Commission
- Fuerza de Protección de las Naciones Unidas
- Oil-for-Food Programme
- Misión de Estabilización de las Naciones Unidas en Haití
- United Nations Security Council Resolution 678 (Gulf War)
- Resolución 1973 del Consejo de Seguridad de las Naciones Unidas (Libia)
- Ver también Timeline of United Nations peacekeeping missions, algunas de las cuales fueron creadas bajo la autoridad del Capítulo VI en lugar del Capítulo VII.